# Costilla de ternera

En este diagrama puede verse el emplazamiento de las costillas que en un buey están habitualmente destinadas al consumo humano.

Un chuletón, chuletón de buey, chuletón de ternera, chuleta de ternera, costilla de buey, costilla de ternera; en Argentina y Uruguay llamado bife de costilla, costeleta o chuleta (según la región), es un corte de carne de vacuno (buey, vaca o ternera) en el que se incluye tanto la parte superior de una costilla del animal, como la carne que rodea al hueso por ambas caras de la costilla. Una pequeña banda de carne se encuentra en la cara interna de la costilla mientras que la mayor parte de la carne se encuentra en la cara externa de la costilla. Esa porción principal de carne es la que corresponde a los músculos que se encuentran justo encima de la caja torácica del animal, principalmente el músculo dorsal largo (Erector spinae), pero también el Complexus y el Spinalis. La sección del costillar usada en la obtención de estos cortes de carne comprende desde la costilla número 6 hasta la 12.

## Costillas, chuletones, entrecots y bifes de chorizo

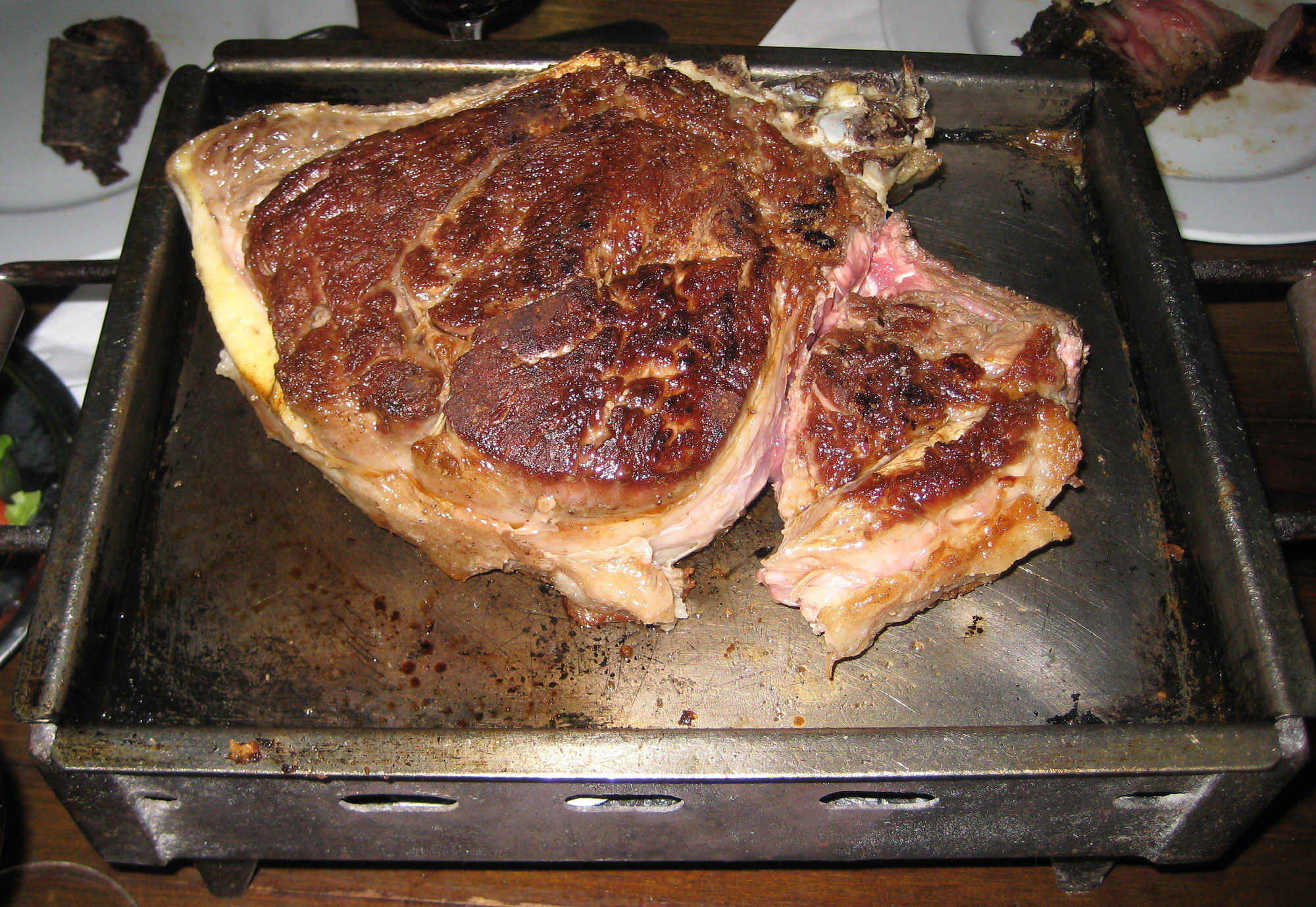
Un chuletón de un kilogramo, unido todavía a una parte de la costilla, listo para ser cortado y servido.

En la gastronomía de España a un chuletón deshuesado se le sigue llamando chuletón, pero se le llama entrecot (del francés entrecôte) cuando se obtienen de él lonjas más finas. El término «chuletón» se usa por lo tanto en España sobre todo cuando la porción de carne es de buen tamaño, se la haya separado o no de su costilla. En cambio en Francia un chuletón sin deshuesar, todavía con su costilla, es una côte de bœuf (literalmente, 'costilla de buey') y entrecôte es el nombre que la lengua francesa da al chuletón deshuesado, se lo corte o no en entrecôtes más finas. En Argentina se le llama «costeleta»,  «chuleta» o «bife con hueso» al referido corte, y se le llama «bife de chorizo» a la porción de carne resultante cuando se le quita el hueso a la parte más estrecha del chuletero y "ojo de bife" o "ojo/centro de chuleta" cuando es de la parte más ancha del chuletero de la res. El bife de chorizo no se diferencia en ese sentido de lo que en Francia se llama una entrecôte o de lo que en España se llama un «entrecot», pues al bife de chorizo se lo puede cortar en porciones más pequeñas o menos espesas y aun así se le sigue llamando bife de chorizo. La chuleta o costilla de vacuno, el chuletón, el entrecot y el bife de chorizo provienen por lo tanto del mismo corte de carne, situado exactamente en la misma parte del bovino. En Uruguay se le llama "costilla" cuando tiene hueso y "entrecot" cuando se deshuesa. 
No se ha de confundir este corte de vacuno con las llamadas costillas planas del despiece de la res, ya que estas últimas se obtienen de la parte inferior y por tener carne más dura se las suele emplear mayormente en guisados, sopas o sancochos (en Hispanoamérica).

## Preparación y degustación
El chuletón puede preparase entero o deshuesado, y en general sin ninguna materia grasa: a la parrilla, a la brasa, a la plancha o incluso al horno. La razón gastronómica por la que, en ocasiones, se deja el hueso pegado junto a la carne a la hora de la cocción, es que la humedad y grasa situadas junto al hueso mejoran el sabor. En el caso del bife de chorizo argentino, se usa como materia grasa sobre la piedra o plancha previamente calentada un pedazo de grasa extraído del corte mismo de bife que se va a asar. Es el equivalente de una carne hecha a la plancha y sin materia grasa añadida, puesto que la materia grasa usada en la plancha proviene del corte mismo de carne.
Entero o cortado en filetes (es decir, en este último caso, en entrecots o bifes, en función del origen geográfico del hablante), el chuletón es uno de los cortes de carne más populares, jugosos y caros en el mercado. La carne de la sección cercana a la costilla es más blanda y más grasa que la mayoría de los cortes de carne de vacuno y en algunos casos puede tener vetas blancas de grasa mezcladas con el tejido muscular. Se dice entonces que la carne tiene marmoleo. Esta grasa adicional hace de la costilla de buey una pieza de carne asada especialmente tierna y de sabor agradable y bien adaptada a la cocina de calor seco.

## Galería

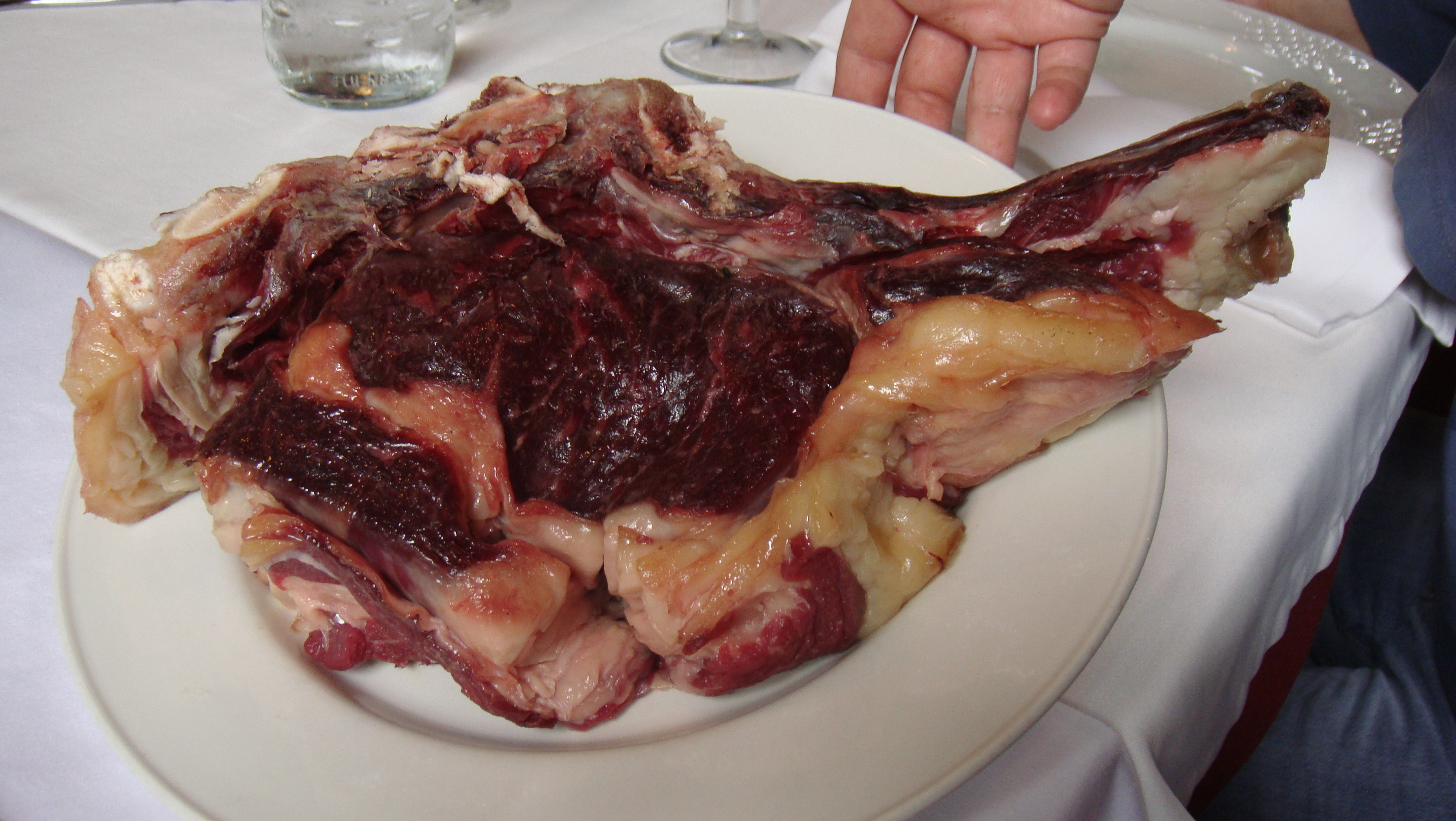
Chuletón de vaca madurado noventa días.
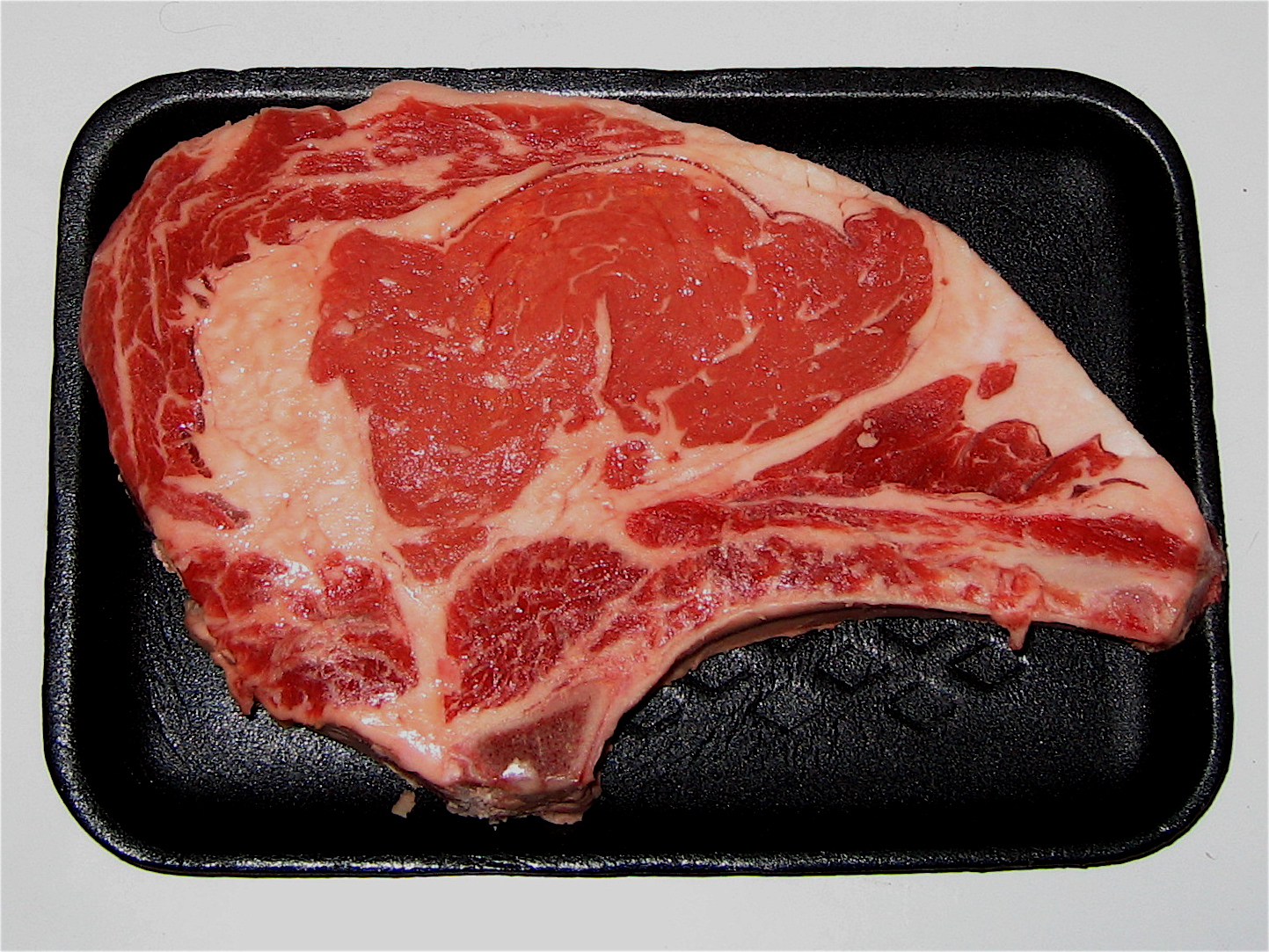
Costilla de buey cruda.
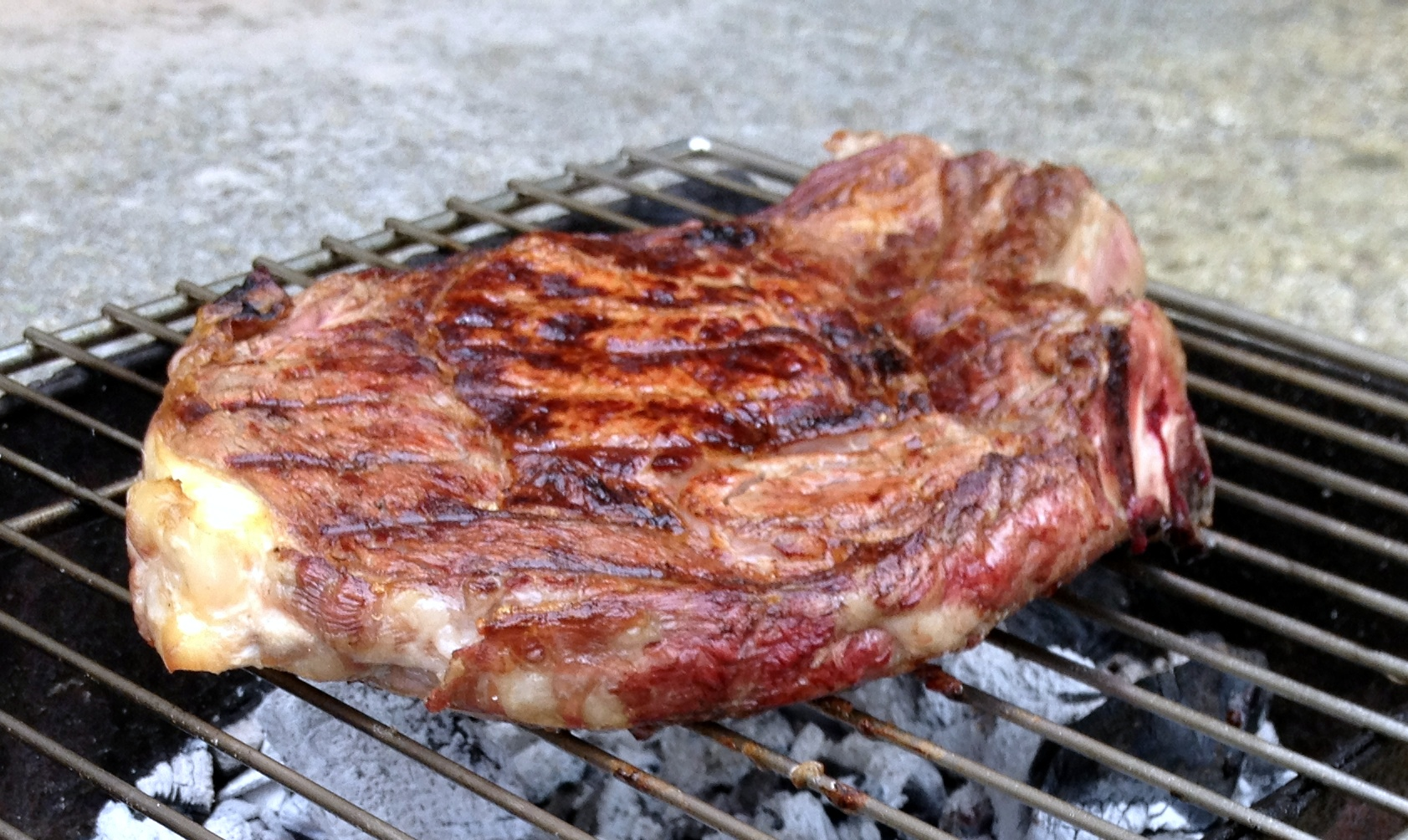
Costilla de buey a la parrilla.
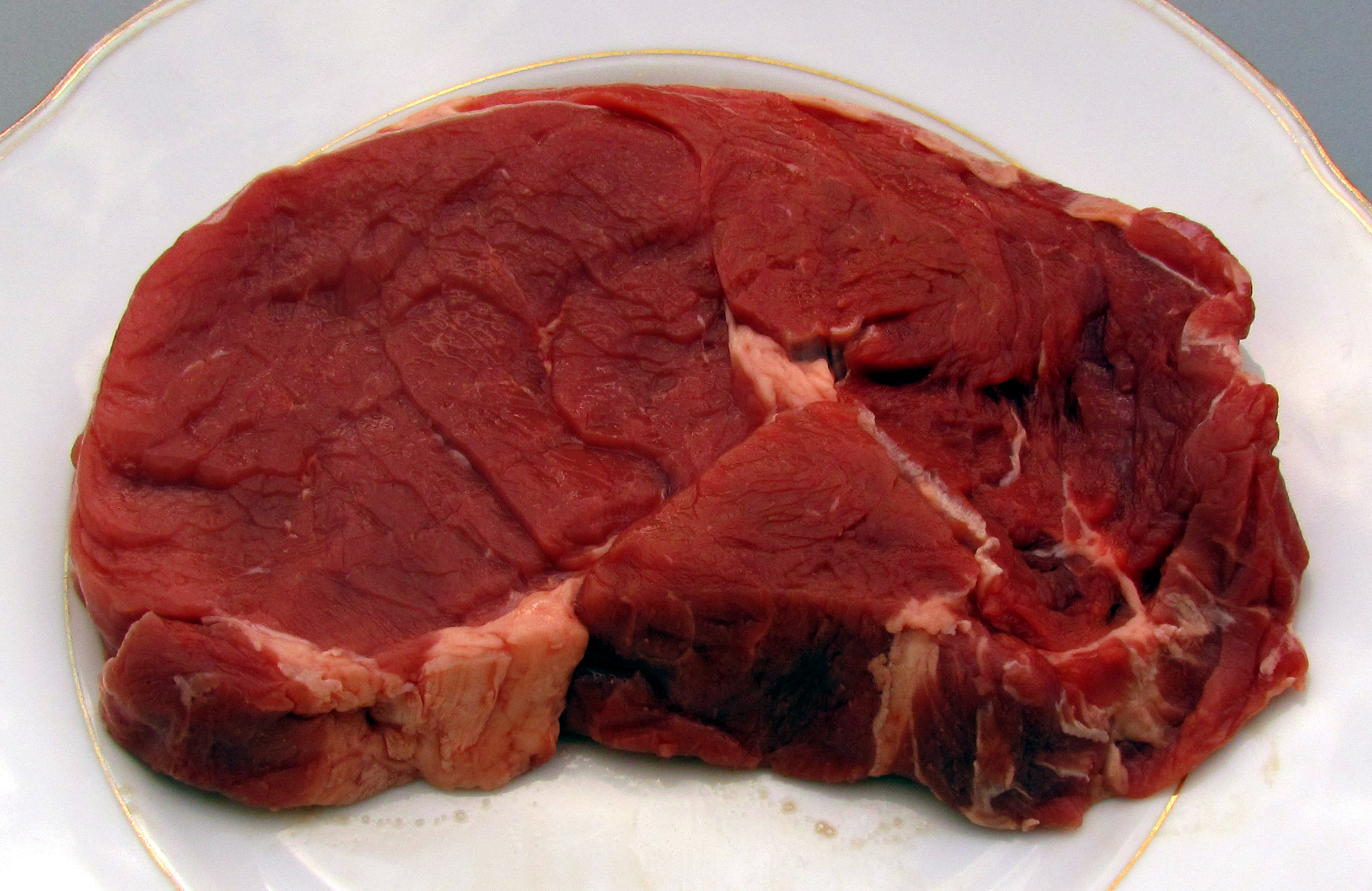
Chuletón (o entrecot) crudo.
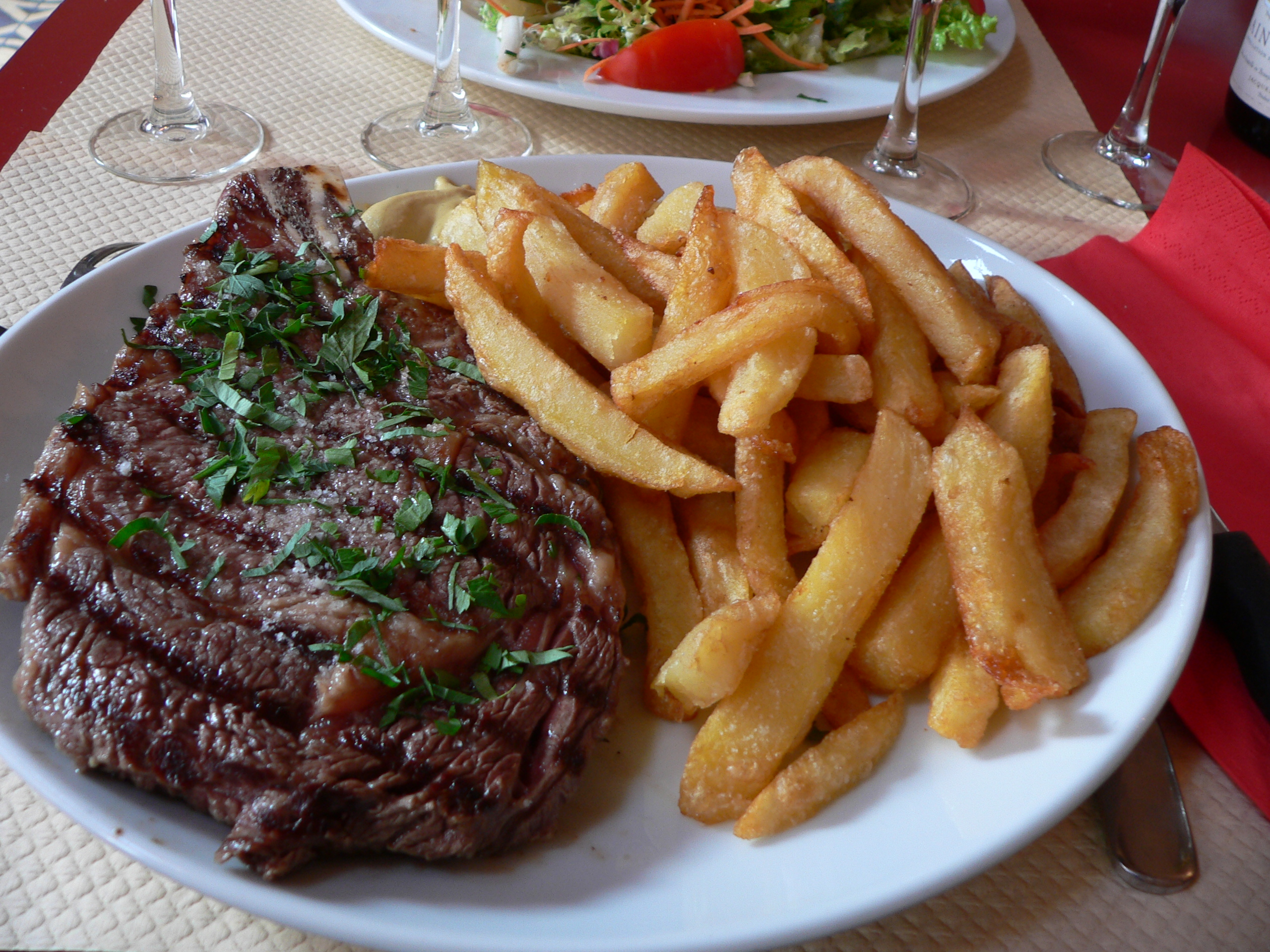
Costilla de buey con patatas.

## En otras lenguas
A la costilla de buey sin deshuesar, en inglés, se le llama beef rib, beef rib steak, ribeye cowboy o cowboy cut. Cuando está deshuesada se le llama rib eye, ribeye, rib eye steak o ribeye steak, aunque en Australia y Nueva Zelanda a esta pieza deshuesada se la llama Scotch fillet o whiskey fillet (ambos términos, literalmente, significan 'filete de whisky').
En francés una costilla de buey es una côte de bœuf. Si se la deshuesa la lengua francesa la llamará indistintamente côte de bœuf desossée ('costilla de buey deshuesada') o entrecôte ('entrecot'), aunque el término entrecôte es predominante en el uso en francés cuando se habla de la carne deshuesada de una costilla de buey, se corte o no la carne transversalmente para obtener porciones más finas.